# Венна
Венна (англ. Wenna; умерла 18 октября 544) — святая, корнуэльская королева (день памяти — 18 октября).
Св. Венна почитается святой в Корнуолле. Имеется мнение, что она была тамошней королевой. Она основала храмы в нынешнем Сент-Венне (St Wenn) и Морвале (Morval), что в Корнуолле, но детали её жизни неопределённы. Быть может, она была:
- Одной из дочерей св. Брихана из Брекнока, короля Валлийского, помогавшего воцерковлять Корнуолл.
- Женщина, известная в Уэльсе как Гвен верх Кинир[англ.], дочь Кинир Кейнварвога (Cynyr Ceinfarfog) из Каэр Гоха (Caer Goch) в Пембрукшире. Она была замужем за Саломоном или Селифом (Selyf), королём корнуэльским[англ.], и стала матерью свв. Киби[англ.], (память 8 ноября) и Кадфана, (память 1 ноября). Святая Венна была сестрой святой Нонны (память 5 августа), а потому и тётей св. Давида Валлийского.

В Девоне и Корнуолле можно найти несколько храмов, освящённых в её честь.

## Тропарь, глас 4
Faithfulness was thy virtue, O pious Gwen,/
for no greater sacrifice than life itself can be made for our saving faith./
Wherefore, holy Martyr, pray to God for us/
that we too may be faithful, even unto death,/
that our souls may be saved.